# Jaskinia Turoniowa
Jaskinia Turoniowa – jaskinia w Dolinie Miętusiej w Tatrach Zachodnich. Wejście do niej położone jest w Dolinie Litworowej, w północnym stoku Koziego Grzbietu, poniżej Jaskini Koziej, na wysokości 1760 m n.p.m. Długość jaskini wynosi 16 metrów, a jej deniwelacja 7 metrów.